# Milzano
Milzano – miejscowość i gmina we Włoszech, w regionie Lombardia, w prowincji Brescia.
Według danych na rok 2004 gminę zamieszkiwały 1483 osoby, 185,4 os./km².